# Cuevas dels Hams
Las cuevas dels Hams son un sistema de cuevas localizadas en la costa este de la isla española de Mallorca, en las Baleares. Se encuentran situadas en el término municipal de Manacor, a 1 km al oeste de la localidad de Porto Cristo. Junto con el otro sistema de cuevas de Porto Cristo, las afamadas cuevas del Drach, las cuevas dels Hams son una popular atracción turística en la región oriental de la isla.

## Descripción
Situadas en Porto Cristo, Mallorca, son reconocidas mundialmente por sus formaciones peculiares en forma de anzuelos, "hams" en catalán. Fueron descubiertas por Pedro Caldentey en el año 1905, y consistieron en las primeras cuevas que abrieron al público en España, en 1910, contando ya con una instalación eléctrica muy avanzada para su época. 
La visita se inicia descendiendo a la Cueva Redonda, que consiste en un inmenso jardín botánico con fauna autóctona. En la Cueva Azul, —nueva atracción desde 2015— el documental, descubriendo el pasado, introduce a la historia de Mallorca, sus primeros habitantes, la formación de las cuevas y su extraordinario descubrimiento. Otras de sus afamadas salas son: las Columnas de Sansón, las Llanuras de Fra Mauro y el Foso del infierno, en cuyo auditorium se proyecta Génesis, —La Historia de la Vida—, un Time Lapse audiovisual, que cubre desde el Big-Bang hasta el día de hoy, en una proyección gigante sobre la propia roca milenaria de la cueva. 
La Cueva Clásica está compuesta por 12 galerías. En el Lago subterráneo, conocido como Mar de Venecia se ofrece el 
espectáculo musical.

## Imágenes
|                                                                                  |
| Sala 2 de marzo, en conmemoración a la fecha del descubrimiento, en el año 1905. |

|                                              |
| Auditorium Génesis, en el Foso del Infierno. |

|                                      |
| Estalactitas en las Cuevas del Hams. |

|                          |
| Sala El Paraíso Perdido. |